# Кэмерон, Джулия
Джулия Кэмерон (англ. Julia Cameron) (4 марта 1948, Иллинойс, США) — автор стихов, пьес, телевизионных сценариев, но наибольшую известность ей принесли ставшие бестселлерами книги, посвящённые творческим способностям человека. Самая известная её книга — «Путь художника».

## Биография
Джулия Кэмерон сделала блестящую карьеру журналиста, работая в The New York Times, Rolling Stone, The Chicago Tribune и других изданиях. Будучи замужем за Мартином Скорсезе, Кэмерон работала с ним над тремя кинофильмами, осваивая профессию кинорежиссера.